# Chiesa di San Vigilio (Moena)
La chiesa di San Vigilio è un edificio di culto situato a Moena, in provincia di Trento, appartenente al decanato di Cavalese.
Dedicata a san Vigilio di Trento, patrono di Moena, la chiesa sovrasta la cittadina attraversata dal fiume Avisio. A fianco sorge la piccola chiesa dell'XI secolo dedicata a San Volfango, al cui interno sono custoditi preziosi affreschi del XV secolo.

## Storia

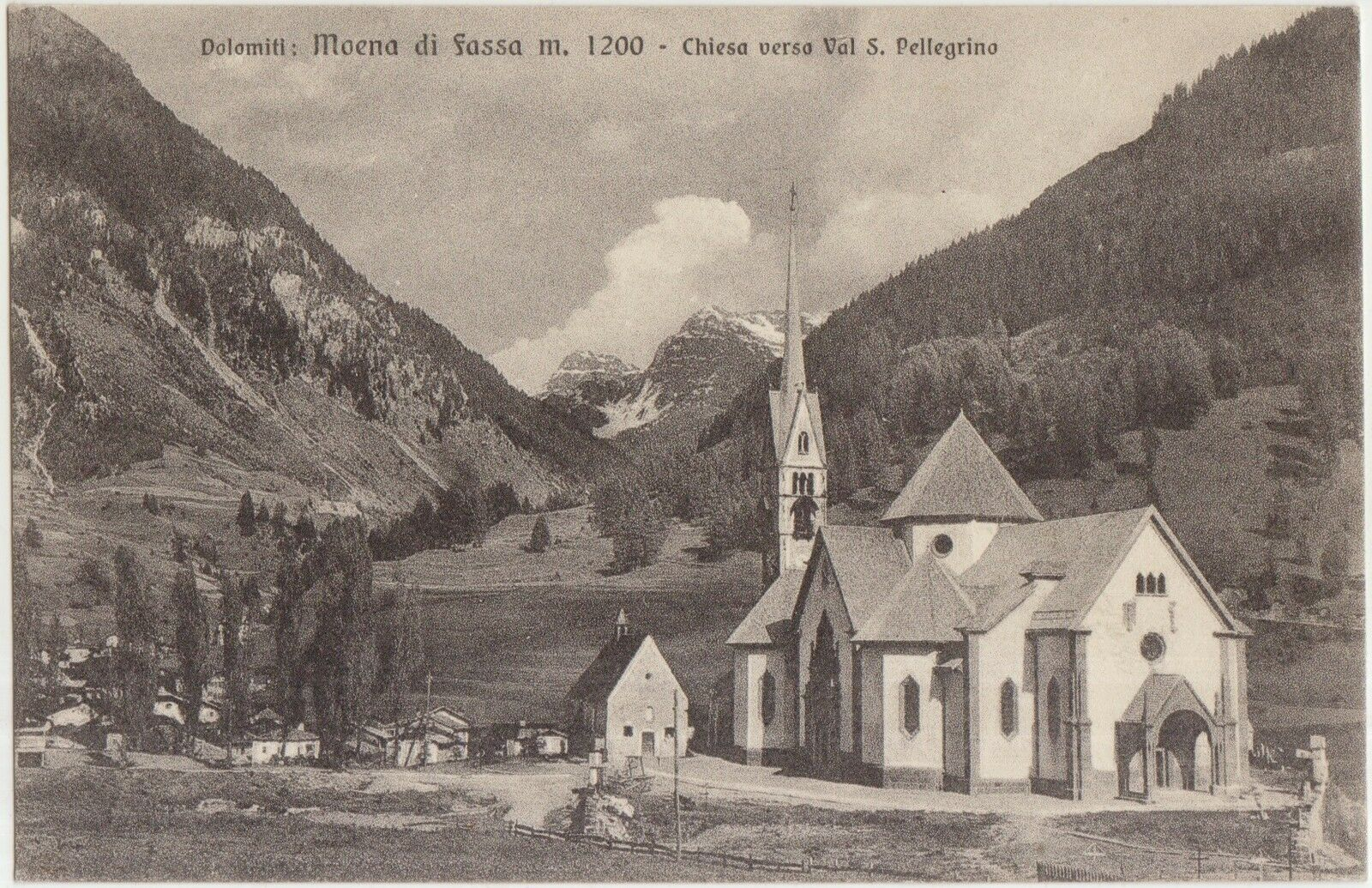
La chiesa negli anni 1930

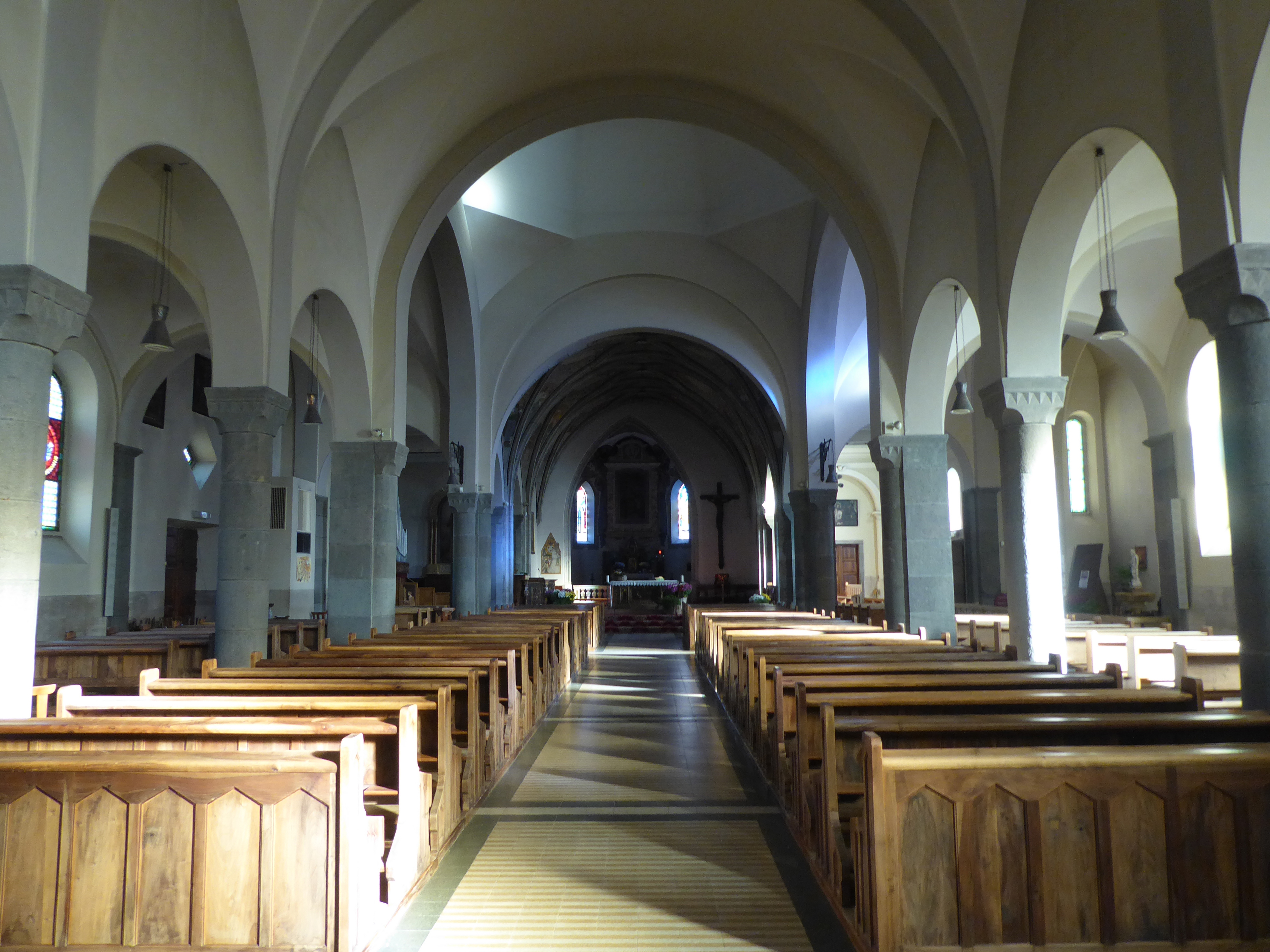
L'interno della chiesa

Dopo la fondazione dei principati vescovili di Trento e Bressanone nel 1027 da parte dell'imperatore Corrado II il Salico, il territorio di Moena fu assegnato al principato di Bressanone. 
Successivamente la chiesa di san Vigilio passò al principato vescovile di Trento e fu consacrata il 27 settembre 1164 dal beato Adelpreto II, vescovo di Trento, quale filiale della Parrocchia di Santa Maria Assunta di Cavalese, da cui i sacerdoti giungevano per celebrare la messa e amministrare i sacramenti.
La chiesa fu risistemata e riconsacrata il 12 ottobre 1216 dal vescovo Federico Vanga.
Il 27 giugno 1334 venne istituita formalmente la curazia di Moena: il curato, eletto dalla Regola di Moena e confermato dall'arciprete di Cavalese, poté così iniziare ad amministrare i sacramenti ai fedeli e registrare autonomamente i nati e i battezzati, oltre ai matrimoni e alle morti avvenuti nel territorio comunale. Il 2 dicembre 1373 la chiesa fu riconsacrata dal vescovo Bucardo, a seguito di una non precisata "violazione dell'edificio".
Nel XV secolo fu rimaneggiato il presbiterio e venne costruita la cappella del Carmine.

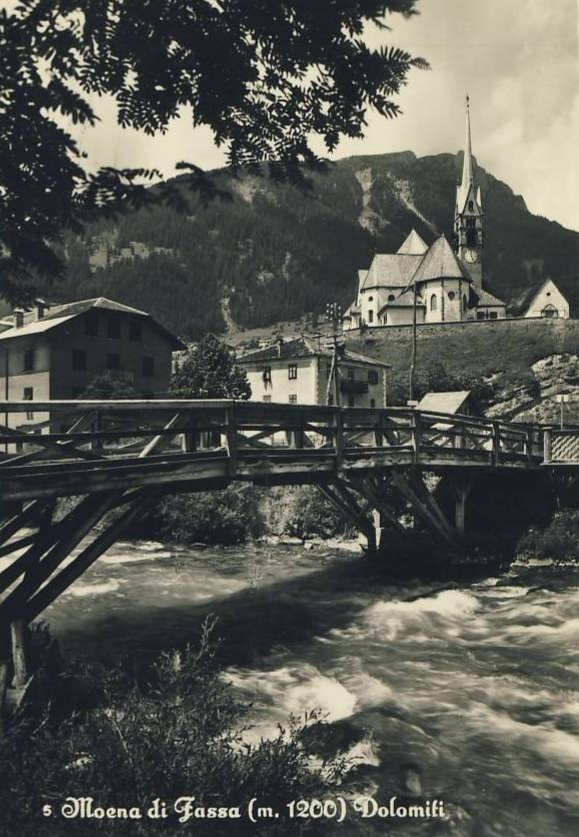
La chiesa vista dal ponte di legno sull'Avisio (anni 1950)

Nel 1533-1534, data leggibile sulla chiave di volta del presbiterio, la chiesa fu ricostruita in stile gotico e riconsacrata nuovamente dal vescovo Bernardo Clesio. Nel 1540 il campanile venne sopraelevato.
Nel 1567 il principe vescovo Cristoforo Madruzzo concesse ai moenesi il privilegio di essere esentati dalle tasse, a patto che gli stessi pagassero annualmente il salario al proprio curato e la somma di 30 fiorini al pievano di Cavalese. Tale privilegio fu confermato dal principe vescovo Ludovico Madruzzo nel 1600.
Negli anni 1727-1728 fu restaurato il campanile (alto 33 metri), mentre nel 1735 venne aggiunta la cappella del Santo Sepolcro, affrescata dal pittore moenese Valentino Rovisi e che terminava con una Via Crucis esterna; per far fronte all'aumento della popolazione, tale cappella fu demolita nel 1820 per prolungare la navata principale della chiesa e realizzare due nuove cappelle. Nel 1827 il comune di Moena dovette restaurare di nuovo il campanile.
Il 21 ottobre 1906 il consiglio comunale chiese che la curazia di Moena fosse elevata a parrocchia: l'Ordinariato rispose favorevolmente, a patto che il curatore delle anime fosse da allora nominato senza condizioni dal vescovo di Trento, anziché eletto dai regolani moenesi. Il 21 maggio 1908 venne così nominato il primo parroco, don Agostino Martinelli da Pergine (il quale peraltro aveva già preso possesso della cura delle anime di Moena già nel 1896).
Dopo la prima guerra mondiale, la chiesa si trovava in condizioni precarie: nel 1921 vennero iniziati alcuni lavori diretti dall'ingegnere Emilio Paor, che avrebbe voluto demolire la cappella del Carmine e quella del campanile, ma venne fermato nel 1922 dal parere contrario della Commissione regionale di Belle Arti. Venne allora commissionato un progetto a Ettore Sottsass, che propose di invertire l'orientamento della chiesa, ma anche questa ipotesi fu bocciata. Venne infine ipotizzato di edificare una nuova chiesa poco distante, ma con un referendum popolare del 7 ottobre 1923 i moenesi decisero di proseguire con l'ampliamento della chiesa esistente. Tuttavia la Soprintendenza ai beni artistici di Trento si oppose alla deliberazione e ordinò uno studio di fattibilità per il restauro ed ampliamento della chiesa, al fine di poter ospitare fino a 1000-1200 fedeli. Il parroco don Giovanni Battista Jori da Alba di Fassa incaricò allora nel 1925-1926 l'architetto Giovanni Tiella di Rovereto, che già aveva lavorato nelle chiese di Carano e Tesero. I lavori, realizzati dal 1929 al 1931, conservarono la parte gotica (in particolare la volta stellata del 1533) e la primitiva abside che formano l'attuale presbiterio. I lavori, iniziati dopo molte polemiche nell'aprile 1926, incontrarono diverse difficoltà: nel 1929 infatti crollò la cupola, che dovette essere demolita e riprogettata dell'ingegnere Domenico Spinelli di Milano. Finalmente i rinnovamenti vennero conclusi nel luglio 1931, ma a causa dell'improvvisa morte di don Jori la chiesa fu riconsacrata solo il 15 luglio 1934 dal vescovo Celestino Endrici. Nel 1929 il campanile fu inoltre dotato di tre nuove campane della fonderia Giovanni Colbacchini di Trento, che ancora oggi suonano assieme ad altre due antiche campane (una del 1612 e l'altra del 1543).
Il 27 ottobre 1951 il vescovo Carlo De Ferrari concesse il titolo di chiesa arcipretale, nominando altresì il nuovo arciprete don Giuseppe Martintoni da Mione-Corte. Il 17 dicembre 1958 la parrocchia moenese perse la giurisdizione sulla chiesa di Forno, che divenne parrocchia autonoma.
Nel 1998 la chiesa è stata interamente restaurata.

## Architettura

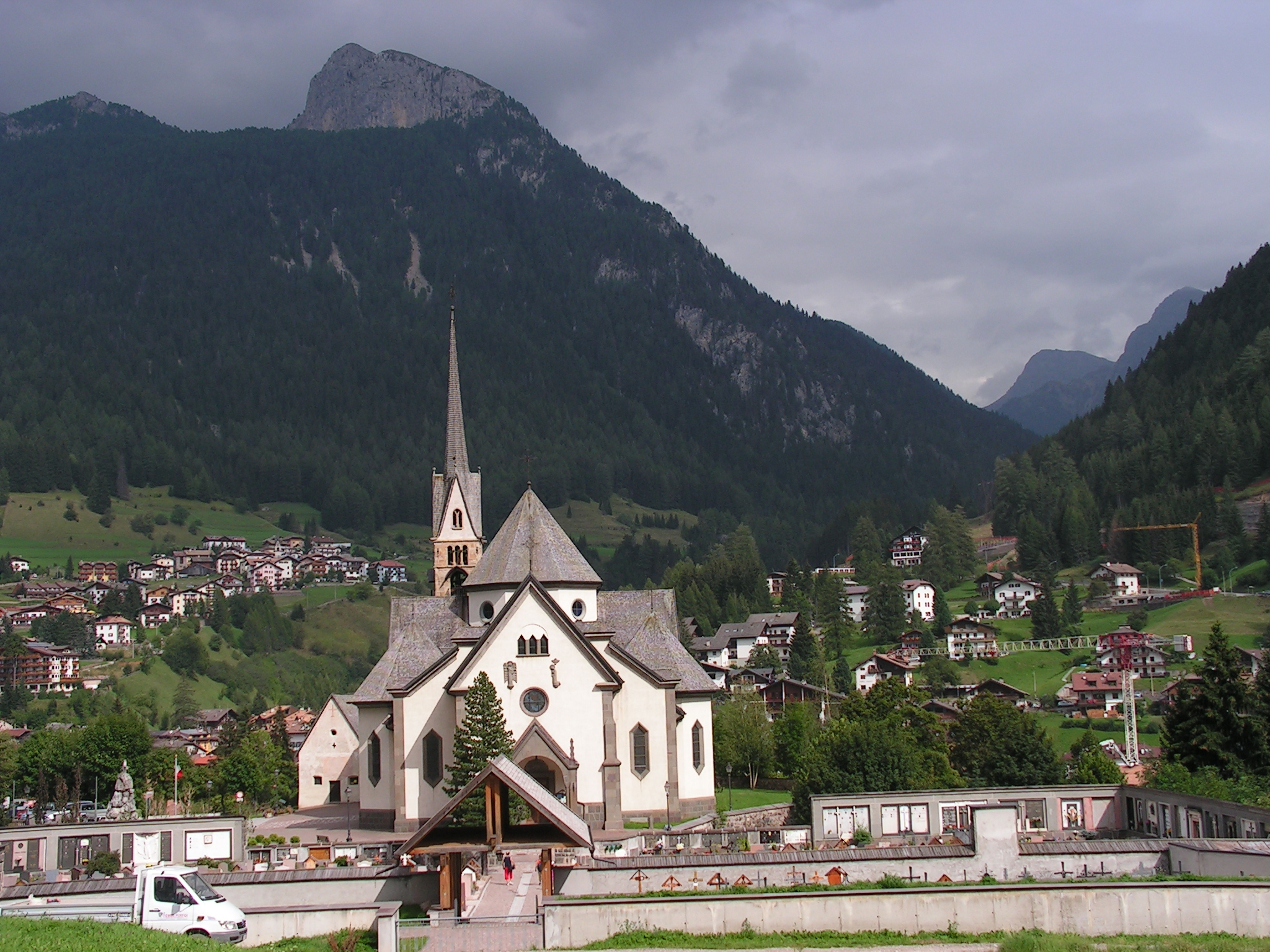
La chiesa di san Vigilio e il cimitero

Sia dall'interno che dall'esterno si nota l'antica abside gotica e la nuova costruzione articolata in una serie di cappelle laterali con archi a tutto sesto. 
L'interno è a tre navate ed è caratterizzato dagli affreschi in stile liberty nel presbiterio, realizzati da Carlo Donati nel 1931. 
Sulla sinistra il ritratto a fresco del parroco Giovanni Iori e sulla destra il grande crocifisso ligneo di Cirillo Dell'Antonio (1876-1971), artista moenese che ha lasciato nella chiesa l'impronta della sua versatilità: suoi infatti sono i disegni delle vetrate, i pannelli in legno dei portali, i simboli degli Evangelisti sul portale laterale e l'Annunciazione in granito su quello principale.
La pala di San Vigilio è di Valentino Rovisi, allievo del Tiepolo a Venezia. Un'altra pala del Rovisi si trova sopra il portale principale e rappresenta la consacrazione della chiesa ad opera del principe vescovo di Trento Adelpreto II. Oltre a due tele raffiguranti Sant'Antonio di Padova e l'Ultima Cena, Rovisi ha lasciato anche un affresco sulla volta della cappella del Carmine.
Nell'ultima cappella è esposto il Sacro Cuore, realizzato del 1901 da Giovanni Battista Chiocchetti.